# Werther, Nordrhein-Westfalen
Werther (Westf.) är en stad i Kreis Gütersloh i Regierungsbezirk Detmold i förbundslandet Nordrhein-Westfalen i Tyskland.